# Pasvica
Pasvica (zvončica; lat. Soldanella), biljni rod vazdazelenih trajnica iz porodice jaglačevki, smješten potporodicu Primuloideae. Pripada mu 19 vrsta rasprostranjenih po Europi, od Ukrajine na istoku, do Španjolske i Francuske na zapadu. Postoji i znatan broj notovrsta
U  Hrvatskoj postoji jedna vrsta, to je planinska pasvica ili velebitska zvončica (S. alpina). 

## Vrste
1. Soldanella alpicola F.K.Mey.
2. Soldanella alpina L.
3. Soldanella angusta Li Bing Zhang
4. Soldanella austriaca Vierh.
5. Soldanella calabrella Kress
6. Soldanella carpatica Vierh.
7. Soldanella chrysosticta Kress
8. Soldanella haretii Grint.
9. Soldanella hungarica Simonk.
10. Soldanella major (Neilr.) Vierh.
11. Soldanella minima Hoppe
12. Soldanella montana Willd.
13. Soldanella oreodoxa Li Bing Zhang
14. Soldanella pindicola Hausskn.
15. Soldanella pusilla Baumg.
16. Soldanella rhodopaea F.K.Mey.
17. Soldanella rugosa Li Bing Zhang
18. Soldanella tatricola Niederle
19. Soldanella villosa Darracq
20. Soldanella ×aschersoniana Vierh.
21. Soldanella ×degeniana Vierh.
22. Soldanella ×ganderi Huter
23. Soldanella ×handel-mazzettii Vierh.
24. Soldanella ×hybrida A.Kern.
25. Soldanella ×lungoviensis Vierh.
26. Soldanella ×neglecta R.Schulz
27. Soldanella ×janchenii Vierh.
28. Soldanella ×richteri Wettst.
29. Soldanella ×transsilvanica Borbás
30. Soldanella ×vierhapperi Janch. ex Vierh.
31. Soldanella ×wiemanniana Vierh.